# Secretário do Trabalho dos Estados Unidos
O Secretário do Trabalho dos Estados Unidos é um cargo público do governo federal dos Estados Unidos que faz parte do Gabinete Presidencial. O secretário é o chefe do Departamento do Trabalho, sendo responsável por sugerir e garantir a aplicação de leis envolvendo sindicatos, trabalhos e outras questões que envolvem qualquer forma de relação negócio-pessoa. Além disso, ele supervisiona diversas agências federais trabalhistas.
O departamento e o cargo foram criados em 1913 pelo presidente Woodrow Wilson, que separou a antiga posição de Secretário do Comércio e Trabalho criada em 1903 em duas. Junto com o Departamento do Trabalho, foi criado o Departamento de Comércio. O cargo é preenchido por nomeação do Presidente e confirmação do Senado, atualmente ocupando a décima-primeira posição na linha de sucessão presidencial. Atualmente, a Secretária do Trabalho é Lori Chavez-DeRemer.